# Utrka na 100 m s preponama na Olimpijskim igrama
Osvajačice olimpijskih medalja u atletskoj disciplini 100 m prepone prikazane su u sljedećoj tablici:
| Olimpijske igre         | Zlato                         | Zlato                     | Srebro                    | Srebro                    | Bronca                                    | Bronca                    |
| Od OI 1932. do OI 1968. | Utrka na 80 m s preponama     | Utrka na 80 m s preponama | Utrka na 80 m s preponama | Utrka na 80 m s preponama | Utrka na 80 m s preponama                 | Utrka na 80 m s preponama |
| München 1972.           | Annelie Ehrhardt (DRNJ)       | 12.59 s                   | Valeria Bufanu (RUM)      | 12.84 s                   | Karin Balzer (DRNJ)                       | 12.90 s                   |
| Montreal 1976.          | Johanna Schaller (DRNJ)       | 12.77 s                   | Tatyana Anisimova (SSSR)  | 12.78 s                   | Natalija Lebedjeva (SSSR)                 | 12.80 s                   |
| Moskva 1980.            | Vera Komisova (SSSR)          | 12.56 s                   | Johanna Klier (DRNJ)      | 12.63 s                   | Lucyna Langer (POLJ)                      | 12.65 s                   |
| Los Angeles 1984.       | Benita Fitzgerald-Brown (SAD) | 12.84 s                   | Shirley Strong (VBR)      | 12.88 s                   | Michèle Chardonnet (FRA) Kim Turner (SAD) | 13.06 s                   |
| Seul 1988.              | Jordanka Donkova (BUG)        | 12.38 s                   | Gloria Siebert (DRNJ)     | 12.61 s                   | Claudia Zackiewicz (SRNJ)                 | 12.75 s                   |
| Barcelona 1992.         | Voula Patoulidou (GRČ)        | 12.64 s                   | LaVonna Martin (SAD)      | 12.69 s                   | Jordanka Donkova (BUG)                    | 12.70 s                   |
| Atlanta 1996.           | Ludmila Engquist (ŠVE)        | 12.58 s                   | Brigita Bukovec (SLO)     | 12.59 s                   | Patricia Girard-Léno (FRA)                | 12.65 s                   |
| Sydney 2000.            | Olga Šišigina (KAZ)           | 12.65 s                   | Glory Alozie (NIG)        | 12.68 s                   | Melissa Morrison (SAD)                    | 12.76 s                   |
| Atena 2004.             | Joanna Hayes (SAD)            | 12.37 s                   | Olena Krasovska (UKR)     | 12.45 s                   | Melissa Morrison (SAD)                    | 12.56 s                   |
| Peking 2008.            | Dawn Harper (SAD)             | 12.54 s                   | Sally McLellan (AUS)      | 12.64 s                   | Priscilla Lopes-Schliep (KAN)             | 12.64 s                   |
| London 2012.            | Sally Pearson (AUS)           | 12.35 s                   | Dawn Harper (SAD)         | 12.37 s                   | Kellie Wells (SAD)                        | 12.48 s                   |
| Rio de Janeiro 2016.    | Brianna Rollins (SAD)         | 12.48 s                   | Nia Ali (SAD)             | 12.59 s                   | Kristi Castlin (SAD)                      | 12.61 s                   |